# Jennie, Jennie
Chansons représentant la Suède au Concours Eurovision de la chanson
Waterloo
(1974) Forbes
(1977)
Jennie, Jennie est la chanson représentant la Suède au Concours Eurovision de la chanson 1975. Elle est interprétée par Lasse Berghagen.
La chanson est la gagnante de Melodifestivalen en 1975.
Elle est la dix-huitième de la soirée, suivant Tú volverás interprétée par Sergio y Estíbaliz pour l'Espagne et précédant Era interprétée par Wess et Dori Ghezzi pour l'Italie.
À la fin des votes, elle obtient 72 points et finit à la 8e place sur dix-neuf participants.
Berghagen publie également cette chanson en suédois et en allemand, sous le même titre Jennie, Jennie.
Bessy Argyraki fait une version en grec.